# Division on Dynamical Astronomy
Division on Dynamical Astronomy (DDA) – oddział American Astronomical Society (AAS), którego celem jest rozwój badań naukowych w dziedzinie dynamiki astronomicznej, włączając w to mechanikę nieba, dynamikę Układu Słonecznego, dynamikę gwiazd, a także dynamikę ośrodka międzygwiazdowego oraz dynamikę galaktyk.
DDA koordynuje badania interesujących go tematów także z innymi gałęziami wiedzy. Przyznaje corocznie nagrodę:
- Dirk Brouwer Award – za wkład do badań związanych z celami DDA.